# مارك جيراودون
مارك جيراودون (22 يوليو 1980 في فرنسا - ) (بالفرنسية: Marc Giraudon)‏ هو لاعب كرة قدم فرنسي في مركز الدفاع. لعب مع ستاد ريمس ونادي شاتورو ونادي كليرمونت 63.

## وصلات خارجية
- مارك جيراودون على موقع قاعدة بيانات كرة القدم.إي يو (الإنجليزية)
- مارك جيراودون على موقع ليكيب (الفرنسية)